# Euchalinus sundaicus
Euchalinus sundaicus là một loài tò vò trong họ Ichneumonidae.